# Rari Nantes Bogliasco 2012-2013

## Rosa
| N° |                    | Ruolo | Giocatore            |
| -- | ------------------ | ----- | -------------------- |
|    | Italia (bandiera)  | P     | Massimo Dufour       |
| 1  | Romania (bandiera) | P     | Robert Dinu          |
|    | Italia (bandiera)  | D     | Pietro Ferrero       |
| 6  | Italia (bandiera)  | D     | Alessandro Brambilla |
| 9  | Italia (bandiera)  | D     | Daniele Bettini      |
| 3  | Italia (bandiera)  | CV    | Alessandro Di Somma  |
| 13 | Italia (bandiera)  | CV    | Filippo Gavazzi      |
| 4  | Italia (bandiera)  | CV    | Tommaso Vergano      |

| N° |                       | Ruolo | Giocatore           |
| -- | --------------------- | ----- | ------------------- |
| 8  | Italia (bandiera)     | CV    | Giacomo Boero       |
|    | Italia (bandiera)     | CV    | Guglielmo Perri     |
| 11 | Italia (bandiera)     | A     | Gian Marco Guidaldi |
| 2  | Montenegro (bandiera) | A     | Luka Sekulić        |
| 12 | Italia (bandiera)     | A     | Giacomo Cocchiere   |
| 5  | Italia (bandiera)     | A     | Edoardo Di Somma    |
| 7  | Malta (bandiera)      | A     | Steven Camilleri    |
| 10 | Italia (bandiera)     | CB    | Lorenzo Barillari   |

## Risultati

### Serie A1

#### Girone di andata
| Arbitri: | Bianchi Lo Dico |

|                                                                                             |           |                       |
| C. Presciutti: 4 R. Calcaterra - G. Fiorentini: 3 Binchi - Elez: 2 Legrenzi - Mammarella: 1 | Marcatori | 2: Sekulić 1: Vergano |

| Arbitri: | Ceccarelli Collantoni |

|                                                 |           |                                                  |
| Camilleri: 4 Barillari: 3 Vergano: 2 Bettini: 1 | Marcatori | 3: Lanzoni 1: Bagnoli - Lerman - Mann - Marziali |

| Arbitri: | Colombo Pinato |

|                                                         |           |                                                                                                |
| Sekulić: 2 Bettini - Boero - Camilleri - A. Di Somma: 1 | Marcatori | 3: Felugo 2: Aicardi - Giacoppo - Luongo - Madaras 1: D. Fiorentini - A. Fondelli - F. Lapenna |

| Arbitri: | Lo Dico Riccitelli |

|                                       |           |                                                              |
| Gallo: 4 Baraldi: 3 Renzuto Iodice: 1 | Marcatori | 3: Camilleri 2: Barillari - Sekulić 1: Bettini - A. Di Somma |

| Arbitri: | Bensaia De Chiara |

|                          |           |                                                 |
| Guidaldi: 2 Camilleri: 1 | Marcatori | 3: Vittorioso 2: Leporale - Mandolini 1: Latini |

| Arbitri: | L. Bianco Scappini |

|                                                  |           |                                                                   |
| Beggiato: 5 Cambiaso - Foti: 2 Bruni - Rocchi: 1 | Marcatori | 5: Camilleri 3: A. Di Somma 2: Barillari 1: Bettini - E. Di Somma |

| Arbitri: | Collantoni Gomez |

|                                                  |           |                                                       |
| Camilleri: 5 Sekulić: 3 Bettini - A. Di Somma: 1 | Marcatori | 3: Napolitano 2: Boyd - Suti - Tringali 1: Di Luciano |

| Arbitri: | Paoletti Sardellitto |

|                                                       |           |                                                          |
| Español: 4 Pagani: 3 Bini - Molina: 2 A. Di Fulvio: 1 | Marcatori | 2: Bettini - Guidaldi - Sekulić 1: Barillari - Camilleri |

| Arbitri: | Lo Dico Severo |

|                                                                       |           |                                                                                         |
| Barillari - Guidaldi: 3 Vergano: 2 Bettini - A. Di Somma - Sekulić: 1 | Marcatori | 2: Märcz - Sadovyy 1: Di Costanzo - Ferrone - D. Mattiello - Petković - Scotti Galletta |

| Arbitri: | Pinato Scappini |

|                                                          |           |                                                   |
| Rizzo: 5 Deserti - Janović: 2 G. Bianco - Mistrangelo: 1 | Marcatori | 3: Camilleri 2: Guidaldi - Vergano 1: A. Di Somma |

| Arbitri: | Colombo Taccini |

|                                             |           |                                    |
| Bettini: 3 Boero - A. Di Somma - Vergano: 1 | Marcatori | 2: Ercolano 1: M. Luongo - Steardo |

#### Girone di ritorno
| Arbitri: | Calabrò De Chiara |

|                                           |           |                                                                     |
| Boero - Camilleri - Guidaldi - Sekulić: 1 | Marcatori | 3: R. Calcaterra - Presciutti 2: Elez - Nora 1: Loncar - Mammarella |

| Arbitri: | Caputi Colombo |

|                                                                            |           |                                                              |
| Tyrrell: 3 Marziali - Temellini: 2 Bagnoli - A. Caliogna - D'Alessandro: 1 | Marcatori | 5: Camilleri 2: Barillari - Bettini - A. Di Somma - Guidaldi |

| Arbitri: | Fusco Pinato |

|                                                                   |           |                          |
| Figlioli: 4 Madaras: 3 Aicardi: 2 Felugo - Giacoppo - N. Gitto: 1 | Marcatori | 1: A. Di Somma - Sekulić |

| Arbitri: | Scappini Severo |

|                                                                     |           |                                                                   |
| Barillari - Boero - Camilleri - A. Di Somma - Guidaldi - Vergano: 1 | Marcatori | 2: Bertoli - Kovács 1: Baraldi - Gallo - Renzuto - Saccoia - Tóth |

| Arbitri: | Collantoni Taccini |

|                                                                                         |           |                                                      |
| Latini - N. Presciutti: 2 Di Rocco - Gianni - Mandolini - Sebastianutti - Vittorioso: 1 | Marcatori | 3: Sekulić 2: Camilleri 1: Bettini - Boero - Vergano |

| Arbitri: | Lo Dico Ercoli |

|                                                                                                 |           |                                 |
| A. Di Somma: 3 E. Di Somma: 2 Barillari - Bettini - Camilleri - Guidaldi - Sekulić - Vergano: 1 | Marcatori | 5: Beggiato 2: Cambiaso 1: Foti |

| Arbitri: | Riccitelli Severo |

|                                          |           |                                   |
| Boyd: 4 Napolitano - Tringali - Zovko: 1 | Marcatori | 5: Camilleri 1: Sekulić - Vergano |

| Arbitri: | Bianchi Daniele |

|                                                   |           |                                                          |
| Camilleri: 3 Bettini - Guidaldi: 2 A. Di Somma: 1 | Marcatori | 3: F. Di Fulvio 2: Español - Molina 1: Bini - M. Lapenna |

| Arbitri: | Paoletti Petronilli |

| |           |                        |
| Di Costanzo: 3 Danilovic - Scotti Galletta: 2 Gambacorta - Märcz - D. Mattiello - Postiglione - Saviano: 1 | Marcatori | 1: Barillari - Vergano |

| Arbitri: | Daniele L. Bianco |

|                                             |           |                                                                     |
| Camilleri: 5 Bettini - Sekulić - Vergano: 1 | Marcatori | 4: Rizzo 3: Alesiani - Janović 2: Damonte 1: G. Bianco - J. Colombo |

| Arbitri: | Collantoni Pascucci |

|                                                |           |                                                               |
| M. Luongo: 3 Astarita - Steardo: 2 Klikovac: 1 | Marcatori | 3: A. Di Somma 1: Camilleri - E. Di Somma - Sekulić - Vergano |

#### Playoff - Quarti di finale
| Arbitri: | Colombo De Chiara |

|                                        |           |                                                                  |
| Camilleri - A. Di Somma: 2 Guidaldi: 1 | Marcatori | 6: C. Presciutti 3: Elez - Nora 1: R. Calcaterra - G. Fiorentini |

| Arbitri: | Scappini Gomez |

|                                                                                 |           |                                      |
| C. Presciutti: 3 R. Calcaterra - G. Fiorentini - Loncar: 2 Elez - Mammarella: 1 | Marcatori | 2: Camilleri 1: Barillari - Guidaldi |

#### Spareggi per il 5º posto
| Arbitri: | Centineo Collantoni |

|                                                        |           |                                                                 |
| Gallo: 5 Bertoli - Kovács - Renzuto: 2 G. Mattiello: 1 | Marcatori | 3: Sekulić 2: A. Di Somma 1: Barillari - E. Di Somma - Guidaldi |

| Arbitri: | Lo Dico Ceccarelli |

|                                                  |           |                                                           |
| Sekulic: 4 A. Di Somma: 2 Barillari - Vergano: 1 | Marcatori | 3: Gallo 2: Bertoli - Renzuto 1: Baraldi - Saccoia - Tóth |

### Coppa Italia
La Rari Nantes Bogliasco ha esordito in Coppa Italia partendo dalla prima fase a gironi, inquadrata nel gruppo A disputato in due giorni interamente a Bogliasco. Si è poi qualificata alla seconda fase, inquadrata nel gruppo D disputato in due giorni interamente a Brescia.

#### Prima fase
| Arbitri: | Piano Pinato |

|                                                                     |           |                                                                         |
| Español: 3 Bini - F. Di Fulvio - Molina: 2 A. Di Fulvio - Pagani: 1 | Marcatori | 5: Camilleri 2: Sekulić - Vergano 1: Barillari - E. Di Somma - Guidaldi |

| Arbitri: | Castagnola Piano |

|                                                               |           |                                                         |
| A. Di Somma: 4 Guidaldi: 3 Boero - Camilleri - E. Di Somma: 2 | Marcatori | 3: Lanzoni - Marziali 1: Bagnoli - A. Caliogna - Puccio |

| Arbitri: | Pinato Castagnola |

|                                                                        |           |                                                                      |
| Buckner - Klikovac: 3 M. Luongo: 2 Astarita - Ercolano - Sassanelli: 1 | Marcatori | 4: Camilleri 3: Bettini 2: Barillari 1: Guidaldi - Sekulić - Vergano |

#### Seconda fase
| Arbitri: | Colombo Saeli |

|                                                  |           |                                                                  |
| Bertoli - Gallo: 2 Baraldi - Kovács - Saccoia: 1 | Marcatori | 3: Sekulić 2: Bettini 1: Barillari - Boero - Camilleri - Vergano |

| Arbitri: | Collantoni Colombo |

|                                       |           |                                                                  |
| Boyd: 4 Suti: 3 Napolitano - Zovko: 1 | Marcatori | 2: Camilleri - Sekulić 1: Barillari - Bettini - Boero - Guidaldi |

| Arbitri: | Collantoni Saeli |

|                                                |           |                                                            |
| Guidaldi: 2 Barillari - Camilleri - Sekulić: 1 | Marcatori | 2: R. Calcaterra - Giorgi - C. Presciutti 1: Binchi - Elez |

## Statistiche

### Statistiche di squadra
Statistiche aggiornate al 7 maggio 2013.
| Competizione | Punti | In casa | In casa | In casa | In casa | In casa | In casa | In trasferta | In trasferta | In trasferta | In trasferta | In trasferta | In trasferta | Totale | Totale | Totale | Totale | Totale | Totale | DR  |
| Competizione | Punti | G       | V       | N       | P       | Gf      | Gs      | G            | V            | N            | P            | Gf           | Gs           | G      | V      | N      | P      | Gf     | Gs     | DR  |
| ------------ | ----- | ------- | ------- | ------- | ------- | ------- | ------- | ------------ | ------------ | ------------ | ------------ | ------------ | ------------ | ------ | ------ | ------ | ------ | ------ | ------ | --- |
| Serie A1     | 23    | 11      | 4       | 1       | 6       | 83      | 104     | 11           | 3            | 1            | 7            | 79           | 116          | 22     | 7      | 2      | 13     | 162    | 220    | -58 |
| Playoff      | -     | 1       | 0       | 0       | 1       | 5       | 14      | 1            | 0            | 0            | 1            | 4            | 11           | 2      | 0      | 0      | 2      | 9      | 25     | -16 |
| Spareggi     | -     | 1       | 0       | 0       | 1       | 8       | 10      | 1            | 0            | 0            | 1            | 8            | 12           | 2      | 0      | 0      | 2      | 16     | 22     | -6  |
| Coppa Italia | -     | 3       | 3       | 0       | 0       | 37      | 31      | 3            | 1            | 0            | 2            | 22           | 24           | 6      | 4      | 0      | 2      | 59     | 55     | +4  |
| Totale       | -     | 16      | 7       | 1       | 8       | 133     | 159     | 16           | 4            | 1            | 11           | 113          | 163          | 32     | 11     | 2      | 19     | 246    | 322    | -76 |

### Statistiche giocatori
| Giocatore    | Serie A1 | Serie A1 | Coppa Italia | Coppa Italia | Totale | Totale |
| Giocatore    | Reti     | Rigori   | Reti         | Rigori       | Reti   | Rigori |
| ------------ | -------- | -------- | ------------ | ------------ | ------ | ------ |
| L. Barillari | 19       | ??       | 6            | ??           | 25     | ??     |
| D. Bettini   | 18       | ??       | 6            | ??           | 24     | ??     |
| G. Boero     | 5        | ??       | 4            | ??           | 9      | ??     |
| A. Brambilla | 0        | 0        | 0            | 0            | 0      | 0      |
| S. Camilleri | 51       | ??       | 15           | ??           | 66     | ??     |
| G. Cocchiere | 0        | 0        | 0            | 0            | 0      | 0      |
| A. Di Somma  | 26       | ??       | 4            | ??           | 30     | ??     |
| E. Di Somma  | 5        | ??       | 3            | ??           | 8      | ??     |
| R. Dinu      | 0        | 0        | 0            | 0            | 0      | 0      |
| M. Dufour    | 0        | 0        | 0            | 0            | 0      | 0      |
| P. Ferrero   | 0        | 0        | 0            | 0            | 0      | 0      |
| F. Gavazzi   | 0        | 0        | 0            | 0            | 0      | 0      |
| G. Guidaldi  | 19       | ??       | 8            | ??           | 27     | ??     |
| G. Perri     | 0        | 0        | 0            | 0            | 0      | 0      |
| L. Sekulić   | 28       | ??       | 9            | ??           | 37     | ??     |
| T. Vergano   | 16       | ??       | 4            | ??           | 20     | ??     |